# Thaingkhiang Taung
Thaingkhiang Taung är ett berg i Bangladesh. Det ligger i den sydöstra delen av landet, 290 km sydost om huvudstaden Dhaka. Toppen på Thaingkhiang Taung är 880 meter över havet, eller 537 meter över den omgivande terrängen. Bredden vid basen är 41 km.
Terrängen runt Thaingkhiang Taung är huvudsakligen kuperad. Runt Thaingkhiang Taung är det ganska glesbefolkat, med 35 invånare per kvadratkilometer..
I omgivningarna runt Thaingkhiang Taung växer huvudsakligen savannskog.